# Hemerodromia elongata
Hemerodromia elongata är en tvåvingeart som beskrevs av Yang 1995. Hemerodromia elongata ingår i släktet Hemerodromia och familjen dansflugor.
Artens utbredningsområde är Zhejiang (Kina). Inga underarter finns listade i Catalogue of Life.